# Отто Аубелі
Отто Жолт Аубелі (угор. Aubéli Ottó Zsolt; нар. 31 березня 1975, Естерґом) — угорський борець вільного стилю, бронзовий призер чемпіонату світу, бронзовий призер чемпіонатів Європи, учасник двох Олімпійських ігор.				

## Біографія
Боротьбою почав займатися з 1982 року. Виступав за клуби Vaci, Forma Club, Csepeli BC, Будапешт.

## Виступи на Олімпіадах
| Змагання                    | Збірна   | Вагова категорія | Місце |
| --------------------------- | -------- | ---------------- | ----- |
| Літні Олімпійські ігри 2004 | Угорщина | 120 кг           | 18    |
| Літні Олімпійські ігри 2008 | Угорщина | 120 кг           | 8     |

## Виступи на Чемпіонатах світу
| Змагання                        | Збірна   | Вагова категорія | Місце  |
| ------------------------------- | -------- | ---------------- | ------ |
| Чемпіонат світу з боротьби 2001 | Угорщина | 130 кг           | 20     |
| Чемпіонат світу з боротьби 2002 | Угорщина | 120 кг           | 5      |
| Чемпіонат світу з боротьби 2003 | Угорщина | 120 кг           | 9      |
| Чемпіонат світу з боротьби 2005 | Угорщина | 120 кг           | Бронза |
| Чемпіонат світу з боротьби 2006 | Угорщина | 120 кг           | 8      |
| Чемпіонат світу з боротьби 2007 | Угорщина | 120 кг           | 32     |

## Виступи на Чемпіонатах Європи
| Змагання                         | Збірна   | Вагова категорія | Місце  |
| -------------------------------- | -------- | ---------------- | ------ |
| Чемпіонат Європи з боротьби 2001 | Угорщина | 130 кг           | 4      |
| Чемпіонат Європи з боротьби 2002 | Угорщина | 120 кг           | 8      |
| Чемпіонат Європи з боротьби 2003 | Угорщина | 120 кг           | 6      |
| Чемпіонат Європи з боротьби 2005 | Угорщина | 120 кг           | Бронза |
| Чемпіонат Європи з боротьби 2006 | Угорщина | 120 кг           | 9      |
| Чемпіонат Європи з боротьби 2007 | Угорщина | 120 кг           | 5      |
| Чемпіонат Європи з боротьби 2008 | Угорщина | 120 кг           | 13     |

## Виступи на інших змаганнях
| Змагання                                 | Збірна   | Вагова категорія | Місце  |
| ---------------------------------------- | -------- | ---------------- | ------ |
| Гран-прі Німеччини з боротьби 1996       | Угорщина | 100 кг           | 8      |
| Олімпійський кваліфікаційний турнір 2000 | Угорщина | 97 кг            | 5      |
| Олімпійський кваліфікаційний турнір 2000 | Угорщина | 97 кг            | Бронза |
| Гран-прі Німеччини з боротьби 2003       | Угорщина | 120 кг           | Бронза |
| Гран-прі Німеччини з боротьби 2005       | Угорщина | 120 кг           | Срібло |
| Гран-прі Німеччини з боротьби 2006       | Угорщина | 120 кг           | Золото |
| Гран-прі Німеччини з боротьби 2007       | Угорщина | 120 кг           | Бронза |
| Олімпійський кваліфікаційний турнір 2008 | Угорщина | 120 кг           | 21     |
| Олімпійський кваліфікаційний турнір 2008 | Угорщина | 120 кг           | Срібло |